# Liga Premier de Zimbabue
La Liga Premier de Zimbabue, oficialmente y por razones de patrocinio Castle Lager Premier League, es la máxima categoría del fútbol profesional en Zimbabue. La liga fue fundada en 1962 como Liga Nacional de Rodesia al obtener el país la independencia del Reino Unido, es organizada por la Zimbabwe Football Association.

## Historia
La primera edición de la Liga Nacional de Fútbol de Rodesia tuvo lugar en 1962, cuando Bulawayo Rovers FC ganó el campeonato inaugural en Rodesia. Desde entonces, el campeonato ha estado dominado en gran parte por los equipos de la capital del país, Harare (Salisbury hasta 1982), y la segunda ciudad más grande Bulawayo. Todos menos tres de los 50 campeonatos disputados en el país han sido ganados por un equipo con sede en una de estas dos ciudades.

## Formato
La liga consta de 16 equipos, que juegan un total de 30 partidos en juegos de ida y regreso, La temporada se extiende de marzo a noviembre. Al final de la temporada cuatro equipos son relegados a la división inferior y un número igual promovidos.
El equipo campeón obtiene la clasificación a la Liga de Campeones de la CAF.

## Equipos temporada 2022

Zimbabwe.

| Club                 | Ciudad     | Estadio                            | Capacidad |
| -------------------- | ---------- | ---------------------------------- | --------- |
| Black Rhinos FC      | Harare     | Morris Depot Police Camp           | 5,000     |
| Bulawayo Chiefs      | Bulawayo   | Luveve Stadium                     | 8,000     |
| Bulawayo City FC     | Bulawayo   | Barbourfields Stadium              | 40,000    |
| CAPS United FC       | Harare     | National Sports Stadium (Zimbabue) | 80,000    |
| Chicken Inn FC       | Bulawayo   | Luveve Stadium                     | 8,000     |
| Cranborne Bullets FC | Harare     | Luveve Stadium                     | 8,000     |
| Dynamos FC           | Harare     | Rufaro Stadium                     | 60,000    |
| FC Platinum          | Zvishavane | Mandava Stadium                    | 15,000    |
| Harare City FC       | Harare     | Rufaro Stadium                     | 60,000    |
| Herentals FC         | Harare     | National Sports Stadium (Zimbabue) | 80,000    |
| Highlanders FC       | Bulawayo   | Barbourfields Stadium              | 40,000    |
| Manica Diamonds FC   | Mutare     | Sakubva Stadium                    | 20,000    |
| Ngezi Platinum FC    | Ngezi      | Baobab Stadium                     | 1,000     |
| Tenax CS             | Mutare     | Sakubva Stadium                    | 20,000    |
| Triangle United FC   | Chiredzi   | Gibbo Stadium                      | 3,000     |
| Wha Wha FC           | Gweru      | Ascot Stadium                      | 5,000     |
| Yadah FC             | Harare     | National Sports Stadium (Zimbabue) | 80,000    |
| ZPC Kariba FC        | Kariba     | Nyamhunga Stadium                  | 5,000     |

## Palmarés

### Liga Nacional de Rodesia
| Temporada | Campeón                    | Subcampeón           |
| --------- | -------------------------- | -------------------- |
| 1962      | Bulawayo Rovers FC         | Salisbury Callies FC |
| 1963      | Dynamos FC                 | Salisbury Callies FC |
| 1964      | Bulawayo Rovers FC         |                      |
| 1965      | Dynamos FC                 |                      |
| 1966      | Dynamos FC (St Paul's)     | Bulawayo Rovers FC   |
| 1967      | State House Tornados       |                      |
| 1968      | Bulawayo Sables FC         |                      |
| 1969      | Bulawayo Sables FC         |                      |
| 1970      | Dynamos FC                 |                      |
| 1971      | Arcadia United FC          |                      |
| 1972      | Salisbury Sables FC        |                      |
| 1973      | Metal Box FC               | Highlanders FC       |
| 1974      | Salisbury Sables FC        |                      |
| 1975      | Chibuku FC (Black Aces FC) |                      |
| 1976      | Dynamos FC                 |                      |
| 1977      | Zimbabwe Saints FC         |                      |
| 1978      | Dynamos FC                 |                      |
| 1979      | CAPS United FC             | Zimbabwe Saints FC   |

### Liga Premier de Zimbabue
| Temporada | Campeón                                        | Subcampeón                                     |
| --------- | ---------------------------------------------- | ---------------------------------------------- |
| 1980      | Dynamos FC                                     | Black Aces FC                                  |
| 1981      | Dynamos FC                                     | Rio Tinto FC                                   |
| 1982      | Dynamos FC                                     | -----                                          |
| 1983      | Dynamos FC                                     | Rio Tinto FC                                   |
| 1984      | Black Rhinos FC                                | Arcadia United FC                              |
| 1985      | Dynamos FC                                     | Highlanders FC                                 |
| 1986      | Dynamos FC                                     | CAPS United FC                                 |
| 1987      | Black Rhinos FC                                | Dynamos FC                                     |
| 1988      | Zimbabwe Saints FC                             | Dynamos FC                                     |
| 1989      | Dynamos FC                                     | Zimbabwe Saints FC                             |
| 1990      | Highlanders FC                                 | CAPS United FC                                 |
| 1991      | Dynamos FC                                     | Black Rhinos FC                                |
| 1992      | Black Aces FC                                  | CAPS United FC                                 |
| 1993      | Highlanders FC                                 | CAPS United FC                                 |
| 1994      | Dynamos FC                                     | Highlanders FC                                 |
| 1995      | Dynamos FC                                     | Blackpool FC                                   |
| 1996      | CAPS United FC                                 | Dynamos FC                                     |
| 1997      | Dynamos FC                                     | CAPS United FC                                 |
| 1998–99   | Highlanders FC                                 | Dynamos FC                                     |
| 2000      | Highlanders FC                                 | AmaZulu FC                                     |
| 2001      | Highlanders FC                                 | AmaZulu FC                                     |
| 2002      | Highlanders FC                                 | Black Rhinos FC                                |
| 2003      | AmaZulu FC                                     | Highlanders FC                                 |
| 2004      | CAPS United FC                                 | Highlanders FC                                 |
| 2005      | CAPS United FC                                 | Masvingo United FC                             |
| 2006      | Highlanders FC                                 | Motor Action FC                                |
| 2007      | Dynamos FC                                     | Highlanders FC                                 |
| 2008      | Monomotapa United FC                           | Dynamos FC                                     |
| 2009      | Gunners FC                                     | Dynamos FC                                     |
| 2010      | Motor Action FC                                | Dynamos FC                                     |
| 2011      | Dynamos FC                                     | FC Platinum1                                   |
| 2012      | Dynamos FC                                     | Highlanders FC                                 |
| 2013      | Dynamos FC                                     | Highlanders FC                                 |
| 2014      | Dynamos FC                                     | ZPC Kariba FC                                  |
| 2015      | Chicken Inn FC                                 | Dynamos FC                                     |
| 2016      | CAPS United FC                                 | FC Platinum                                    |
| 2017      | FC Platinum                                    | Dynamos FC                                     |
| 2018      | FC Platinum                                    | Ngezi Platinum FC                              |
| 2019      | FC Platinum                                    | Chicken Inn FC                                 |
| 2020      | No disputado debido a la pandemia del COVID-19 | No disputado debido a la pandemia del COVID-19 |
| 2021-22   | FC Platinum                                    | Chicken Inn FC                                 |
| 2023      | Ngezi Platinum FC                              | Manica Diamonds FC                             |
| 2024      | Simba Bhora FC                                 | FC Platinum                                    |

## Títulos por club
| Club                  | Ciudad     | Campeón | 2° | Años campeón |
| --------------------- | ---------- | ------- | -- | --- |
| Dynamos FC            | Harare     | 22      | 9  | 1963, 1965, 1966, 1970, 1976, 1978, 1980, 1981, 1982, 1983, 1985, 1986, 1989, 1991, 1994, 1995, 1997, 2007, 2011, 2012, 2013, 2014 |
| Highlanders FC        | Bulawayo   | 7       | 8  | 1990, 1993, 1998/99, 2000, 2001, 2002, 2006                                                                                        |
| CAPS United FC        | Harare     | 5       | 5  | 1979, 1996, 2004, 2005, 2016 |
| FC Platinum           | Zvishavane | 4       | 2  | 2017, 2018, 2019, 2022 |
| Zimbabwe Saints FC    | Harare     | 2       | 2  | 1977, 1988 |
| Black Rhinos FC       | Harare     | 2       | 2  | 1984, 1987 |
| Bulawayo Rovers FC    | Bulawayo   | 2       | 1  | 1962, 1964 |
| Black Aces FC         | Harare     | 2       | 1  | 1975, 1992 |
| Bulawayo Sables FC    | Bulawayo   | 2       | -  | 1968, 1969 |
| Salisbury Sables FC   | Salisbury  | 2       | -  | 1972, 1974 |
| AmaZulu FC            | Harare     | 1       | 2  | 2003 |
| Arcadia United FC     |            | 1       | 1  | 1971 |
| Motor Action FC       | Mutare     | 1       | 1  | 2010 |
| Chicken Inn FC        | Bulawayo   | 1       | 1  | 2015 |
| Ngezi Platinum FC     | Ngezi      | 1       | 1  | 2023 |
| State House Tornadoes |            | 1       | -  | 1967 |
| Metal Box FC          |            | 1       | -  | 1973 |
| Monomotapa United FC  | Harare     | 1       | -  | 2008 |
| Gunners FC            | Harare     | 1       | -  | 2009 |
| Simba Bhora FC        | Shamva     | 1       | -  | 2024 |
| Rio Tinto FC          |            | -       | 2  | ----- |
| Salisbury Callies FC  | Salisbury  | -       | 2  | ----- |
| Blackpool FC          | Harare     | -       | 1  | ----- |
| Masvingo United FC    | Masvingo   | -       | 1  | ----- |
| ZPC Kariba FC         | Kariba     | -       | 1  | ----- |
| Manica Diamonds FC    | Mutare     | -       | 1  | ----- |

## Máximos goleadores
| Temporada | Máximo Goleador   | Club               | Goles |
| --------- | ----------------- | ------------------ | ----- |
| 1996      | Alois Bunjira     | CAPS United FC     | 23    |
| 1999–00   | Chewe Mulenga     | Railstars FC       | 24    |
| 2000      | Zenzo Moyo        | Highlanders FC     | 21    |
| 2003      | Sageby Sandaka    | Amazulu FC         | 17    |
| 2004      | Leonard Tsipa     | CAPS United FC     | 18    |
| 2005      | Edmore Mufema     | Motor Action FC    | 17    |
| 2006      | Ralph Matema      | Highlanders FC     | 19    |
| 2007      | Cuthbert Malajila | Chapungu United FC | 15    |
| 2008      | Evans Chikwaikwai | Njube Sundowns FC  | 23    |
| 2009      | Nyasha Mushekwi   | CAPS United FC     | 21    |
| 2010      | Norman Maroto     | Gunners FC         | 22    |
| 2011      | Rodreck Mutuma    | Dynamos FC         | 14    |
| 2012      | Nelson Mazivisa   | Shabanie Mine FC   | 18    |
| 2013      | Tendai Ndoro      | Chicken Inn FC     | 18    |
| 2015      | Knox Mutizwa      | Highlanders FC     | 14    |
| 2016      | Leonard Tsipa     | CAPS United FC     | 11    |